# Закон равной свободы
Зако́н ра́вной свобо́ды — основное философское обоснование этики классического либерализма и анархо-индивидуализма. Был сформулирован английским философом и социологом Гербертом Спенсером:

Каждый человек волен делать то, что желает, если не нарушает при этом равную свободу любого другого человека.— Герберт Спенсер, «Принципы Этики»

## Анархо-индивидуалистическое понимание
В качестве обоснования индивидуалистической философии рыночного анархизма закон равной свободы был популяризован американским анархо-индивидуалистом Бенджамином Такером.
Для Бенджамина Такера выполнение закона равной свободы является непременным условием анархического общества, основанного на принципах конкуренции и свободного рынка. Русский индивидуалист Алексей Боровой говорит о философии Такера так: «…индивидуалистические анархисты своей жизненной философией должны, по мнению Тукера, назвать „эгоизм“. Но, признавая эгоизм единственной движущей силой человека, Тукер из него выводит закон равной свободы для всех. Именно в ней эгоизм и власть личности находят свой логический предел. В этой необходимости признавать и уважать свободу других кроется и источник правовых норм, основанных на общей воле. Таким образом индивидуалистический анархизм не только допускает право, как результат соглашения общины, но, как мы увидим позже, угрожает даже серьёзными наказаниями тем, кто попытается нарушить такую правовую норму.» Сам Такер пишет о своём понимании закона равной свободы следующее:

Я считаю свободу главнейшим элементом человеческого счастья и потому драгоценнейшею вещью в мире, и я, конечно, желаю её иметь в таком объеме, в каком только могу её раздобыть. Но я не могу сказать, что меня сильно беспокоит, достигает ли общая сумма свободы, которой пользуются все индивиды, взятые вместе, своего максимума или она немного ниже его, - раз мне, как индивиду, достается небольшая часть или совсем ничего из этой общей суммы свободы. Если же я буду располагать, по крайней мере, таким же объемом свободы, как и другие, а другие таким же, как и я, то тогда, чувствуя себя прочными в своем приобретении, мы должны, несомненно, все стараться достичь максимума свободы, совместимого с этим равенством свободы. К этому естественному закону равной свободы и приводит нас именно высшая сумма индивидуальной свободы, совместимая с равенством свободы.— Бенджамен Таккер, «Вместо Книги» 
Основываясь на эгоистической концепции Макса Штирнера, где человек является источником всякого своего права, Такер утверждает, что «анархисты вопрос права считают исключительно вопросом силы», а поскольку «право общества на порабощение индивида и право индивида на порабощение общества неравны между собою только потому, что их силы неодинаковы», он делает из этого вывод в пользу закона равной свободы:

История человечества в главных чертах представляет собой длительный процесс постепенного раскрывания того обстоятельства, что индивид выигрывает в обществе ровно постольку, поскольку оно свободно, и того закона, что необходимым условием долговечной и гармоничной общественной организации является величайшая индивидуальная свобода, в равной мере принадлежащая всем.— Бенджамен Таккер, «Вместо Книги» 

## «Закон полной свободы»
Американский экономист, основатель анархо-капиталистической школы в индивидуализме, Мюррей Ротбард, критикуя эгалитаристское толкование закона равной свободы, считает, что формулировка Спенсера неудачна и должна быть пересмотрена:

…по вескому замечанию Клары Диксон Дэвидсон, сформулированный Спенсером закон равной свободы избыточен. Если каждый волен делать, что угодно, то отсюда уже следует, что ничья свобода не была ущемлена. Вторая часть его формулы после запятой, начиная со слова «если», избыточна и не нужна. С того времени, как Спенсер предложил свой закон, его противники использовали уточняющую часть формулы, чтобы торпедировать философию либертарианства. Но при этом их удары поражали лишь второстепенные цели, а сущность этого закона им так и не удалось зацепить. В «законе равной свободы» понятие «равенства» не является необходимым и определяющим, поскольку легко замещается квантификатором «каждый». «Закон равной свободы» можно было бы переименовать в «Закон полной свободы».— Мюррей Ротбард, «Власть и Рынок»
Цитата из статьи, опубликованной Кларой Диккенсон Дэвидсон в Liberty:

Закон равной свободы, гласящий, что «каждый свободен поступать, как ему угодно», кажется мне основным условием счастья. Если я не прибавляю к этому условию всех выводов из знаменитого закона равной свободы Герберта Спенсера, то я рискую только быть ложно понятой теми, кто не может понять, что ясное утверждение чего-нибудь включает в себя и все его последствия, и что, поэтому, если бы кто-либо нарушил свободу другого, то все не были бы равно свободны.— Клара Диккенсон Дэвидсон, «Отношения между родителями и детьми»